# LEGO Star Wars
LEGO Star Wars is een LEGO-thema waarin de wereld van Star Wars centraal staat. De licentie tussen Lego en Lucasfilm liep oorspronkelijk van 1999 tot 2008 maar loopt momenteel tot 2023.
Naast een serie Lego-bouwpakketten heeft de samenwerking ook vijf computerspellen, drie korte films en meerdere televisieprogramma's opgeleverd.

## LEGO sets
De eerste LEGO Star Wars producten kwamen in 1999 op de markt, waaronder set 7140, de eerste LEGO X-Wing. Star Wars was het eerste intellectuele eigendom waar door LEGO een licentie voor werd afgesloten. De eerste sets waren afgeleid van de oorspronkelijke trilogie en kwamen tegelijk uit met het verschijnen van The Phantom Menace. Sets gebaseerd op de prequel-trilogie volgden later en sloten steeds meer aan bij het verschijnen van nieuwe films en televisie-series.

### Ultimate Collector Series
Naast de regulier sets zijn er meerdere sets uitgegeven onder het UCS-label (Ultimate Collector Series). Deze modellen zijn beduidend groter dan gebruikelijk, bevatten meer details en zijn hoofdzakelijk bedoeld om tentoon te stellen. In oktober 2007 bracht LEGO een UCS-versie van de Millennium Falcon op de markt. Met 5195 onderdelen is het de grootste LEGO Star Wars-set en de op-een-na grootste LEGO-set ooit (na de LEGO Taj Mahal). Inmiddels is er in 2017 een nieuwe versie van de Millenium Falcon uitgebracht, met meer dan 7000 onderdelen en is daarmee de grootste LEGO-set ooit.

## Computerspellen
Ontwikkeld door Traveller's Tales zijn er vijf LEGO Star Wars spellen uitgebracht:
- LEGO Star Wars: The Video Game
- LEGO Star Wars II: The Original Trilogy
- LEGO Star Wars: The Complete Saga
- LEGO Star Wars III The Clone Wars
- LEGO Star Wars: The Force Awakens
- LEGO Star Wars: The Skywalker Saga

## Films en Televisie
Er zijn meerdere korte films, televisie-series en televisie-specials verschenen gebaseerd op LEGO Star Wars.

### Korte films
- LEGO Star Wars: Revenge of the Brick
- LEGO Star Wars: The Quest for R2-D2
- LEGO Star Wars: Bombad Bounty

### Televisie-specials
- LEGO Star Wars: The Padawan Menace
- LEGO Star Wars: The Empire Strikes Out